# Glenda MacQueen
Glenda Marlene MacQueen (11 de enero de 1965 — 27 de marzo de 2020) fue una investigadora médica y profesora canadiense. Fue vicedecana de la Escuela de Medicina Cumming de la Universidad de Calgary de 2012 a 2019.

## Biografía
MacQueen nació en Sydney, Nueva Escocia, y se crio en la isla del Cabo Bretón. Sus padres fueron Donald Gordon MacQueen y Anita Marie Walker MacQueen.
Estudió en la Universidad Mount Allison y, posteriormente, obtuvo un doctorado en psicología y un grado médico, ambos de la Universidad McMaster, donde también realizó una residencia en psiquiatría.
Glenda MacQueen se casó con Alex Memedovich. Tuvieron tres hijos.
Falleció a causa de un cáncer de mama en 2020, a los 55 años, en Calgary.

## Carrera
MacQueen trabajó en el Centro Médico de la Universidad McMaster hasta 2008, cuando se unió a la facultad de la Escuela de Medicina Cumming de la Universidad de Calgary. Fue directora académica del departamento de psiquiatría de la escuela y vicedecana de 2012 a 2019. Ayudó a establecer y dirigir el Centro Mathison de Investigación y Educación en Salud Mental de la escuela, y la Estrategia de Salud Mental de la Universidad.
Sus investigaciones se centraban en la neurobiología, especialmente respecto a los trastornos del estado de ánimo, y publicó sobre ello en revistas como Science, Social Science and Medicine, Biological Psychiatry, American Journal of Psychiatry, Journal of Psychiatry and Neurociencia, Molecular Psychiatry, y Acta Psychiatrica Scandinavica.

## Reconocimientos
MacQueen recibió el premio Douglas Utting en 2011 y el premio Heinz Lehmann en 2014, del Canadian College of Neuropsychopharmacology. Recibió el premio JM Cleghorn de la Asociación Canadiense de Psiquiatría en 2017. Fue elegida miembro de la Academia Canadiense de Ciencias de la Salud en 2018.
Se desempeñó en la junta directiva de la Red Canadiense de Tratamientos del Estado de Ánimo y la Ansiedad (Canadian Network for Mood and Anxiety Treatments, CANMAT), y la Fundación Brain Canada, y en las juntas editoriales de la Canadian Journal of Psychiatry y Journal of Psychiatry and Neuroscience. Formó parte del consejo asesor científico del Real Instituto de Investigación en Salud Mental (Royal Institute for Mental Health Research).